# Nd:YAG-лазер

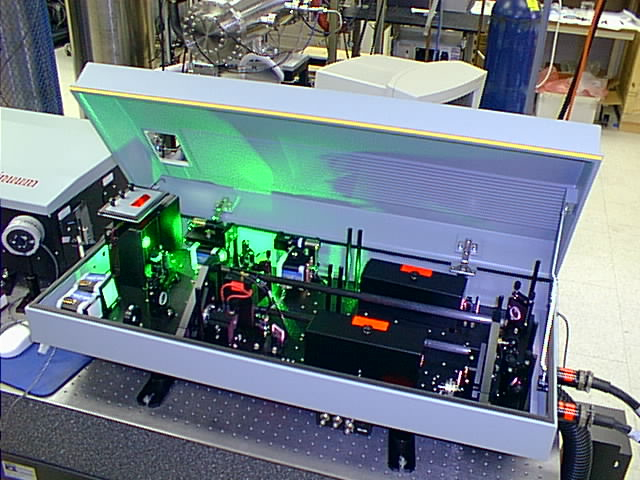
Nd:YAG лазер с открытой крышкой, показана генерация второй гармоники с длиной волны 532 нм, соответствующей зелёному цвету

Nd:YAG лазер — твердотельный лазер, имеющий различные варианты накачки - либо от лазерных диодов с длиной волны 1064 нм (маломощные компактные лазеры - DPSS), либо от газосветных (заполненных ксеноном и криптоном) импульсных ламп. В качестве активной среды используется алюмо-иттриевый гранат («YAG», Y3Al5O12), легированный ионами неодима (Nd).
Генерация происходит на длине волны 1064 нм. Такие лазеры могут работать как в непрерывном, так и в импульсном режиме. Импульсные режимы отличаются характером генерации лазерного излучения. В свободной генерации длительность импульса обычно равна времени жизни верхнего лазерного уровня (около 250 мкс, зависит от концентрации неодима), импульс представляет собой набор пучков с длительностью до сотен наносекунд. В режиме модулированной добротности длительность может варьироваться от единиц наносекунд до микросекунд. Наибольшую импульсную мощность можно получить при работе в режиме модуляции добротности. Благодаря большой мощности, из импульса с длиной волны 1064 нм на нелинейном кристалле можно получить импульс с длиной волны вдвое, втрое, вчетверо (и т. д.) короче, например: 532 нм, 355 нм, 266 нм, 213 нм.

## Применение
Твердотельные Nd:YAG-лазеры используются для:
- Обработки материалов. При сварке материалов пучок импульсного лазера переносится на рабочую поверхность через оптическое волокно диаметром 0,5—2 мм с мощностью до 2 кВт.
- Применение в медицине. Используются непрерывные Nd:YAG лазеры с малой мощностью 50 Вт.
- Лазерной дальнометрии в военных целях — для лазерных видоискателей и указателей цели.
- В научных целях.
- В зелёных лазерных указках, в модифицированном виде - это DPSS, то есть лазер с диодной накачкой, и с генерацией второй гармоники на 532 нм (видимый диапазон, воспринимается человеческим глазом как зелёный).